# Aşağıyorganlı, Özalp
Aşağıyorganlı là một xã thuộc thành phố Özalp, tỉnh Van, Thổ Nhĩ Kỳ. Dân số thời điểm năm 2011 là 761 người.